# Acidente ferroviário de Itaquera
O acidente ferroviário de Itaquera ocorreu no dia 17 de fevereiro de 1987, na Estação Itaquera, administrada pela Companhia Brasileira de Trens Urbanos, no município brasileiro de São Paulo. O choque entre os dois trens foi um dos acidentes ferroviários com maior número de vítimas fatais do Brasil.

## Histórico

### Acidente

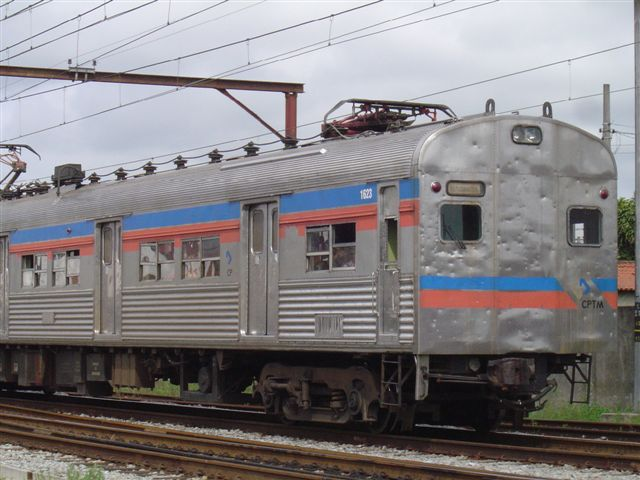
Composição série 431, similar às envolvidas no acidente

O acidente envolveu duas composições: a primeira, de prefixo UW 56, havia partido da Estação Roosevelt em direção a Estação Mogi das Cruzes; enquanto a segunda, de prefixo UW 77, saía do município de Mogi das Cruzes para o centro de São Paulo no sentido inverso. Ambas as composições carregavam em torno de 3 000 passageiros cada uma. Em razão da ocorrência de obras de manutenção dos trilhos, a composição que partiu de São Paulo mudou de linha por alguns quilômetros, circulando na contra-mão.
Em torno das 15h27 horas, quando a primeira locomotiva finalizava a manobra de desvio, os dois comboios se chocaram. A primeira locomotiva estava a uma velocidade de aproximadamente 40 km/h, enquanto a segunda estava a 70 km/h, causando um choque que rompeu a estrutura metálica de ambas as composições, sendo que a locomotiva de São Paulo foi atingida a partir do 4º vagão.
O choque provocou 51 mortes (sendo 31 no local) e 153 feridos.

## Trens envolvidos

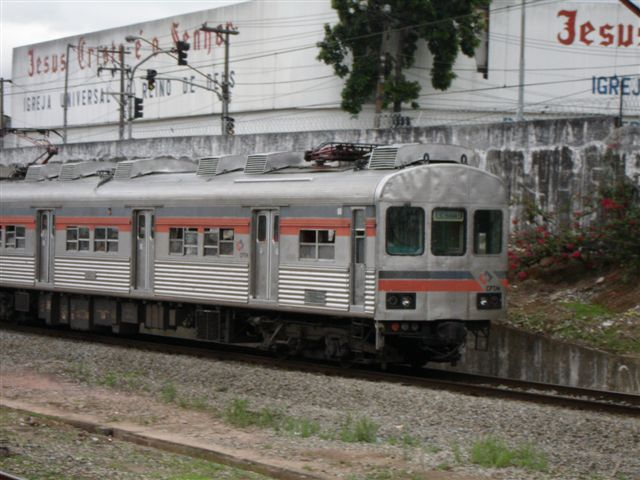
Um dos trens acidentados em serviço em 2006. Ele foi comprado e reconstruído pela CBTU, recebendo uma terceira janela. O outro trem envolvido foi desmanchado devido aos graves danos em sua estrutura.

As composições do acidente foram construídas pela Mafersa, denominada série 431 pela RFFSA, em 1978. Uma das composições envolvidas no acidente foi recuperada e modificada pela RFFSA, sendo instalada uma janela central em sua máscara frontal (semelhante ao TUE Série 4400). Este trem está aposentado, devido a um incêndio em seu painel elétrico.

## Investigações
Inicialmente, foi atribuída uma falha humana como responsável pelo acidente. O maquinista da segunda composição estaria trafegando em velocidade maior que a permitida para o trecho, e teria acionado os freios somente a 300 metros da composição que partira de São Paulo, onde o ideal seria a 500 metros. Entretanto, outras investigações apontaram a má sinalização como uma das causas do acidente, já que constatou-se a inexistência de um semáforo (que indicaria atenção ou parada imediata, removido por conta de manutenção) no trecho que antecedia o nó de mudança de trilhos.

## Consequências
Em 1979 a sinalização da Linha Variante Mogi, do tipo CTC (Centralized traffic control) foi substituída pela nova, chamada ATC (Automatic train control). Por problemas econômicos da RFFSA/CBTU, a manutenção dessa sinalização se tornou deficiente, de forma que em 1988 (ano seguinte ao acidente) se recomendava a contratação de serviços de revitalização da mesma.

## Ligação externa
- Antigas matérias de jornais e revistas da época